# I fanela me to 9
I fanela me to 9 (grec: Η φανέλα με το 9, el davanter número 9) és una pel·lícula dramàtica grega del 1989 dirigida per Pantelis Vulgaris. Va ser inscrita al 39è Festival Internacional de Cinema de Berlín. Està basada en la novel·la de Menis Koumantareas i el guió va ser escrit per Vangelis Raptopoulos.

## Argument
El protagonista de la pel·lícula és el jove i desconegut futbolista Vassilis (Bill) Seretis en el seu intent de convertir-se en una estrella del camp sense dubtar davant cap obstacle. Travessant els camps del territori grec, de Tessalònica a Volos i d'allà a Atenes, Seretis coneix l'èxit i l'apoteosi, però alhora està immers en la solitud i la frustració.

## Repartiment
- Stratos Tzortzoglou com a Bill Seretis
- Themis Bazaka com a Kiki
- Nikos Bousdoukos com Giorgos Kapatos
- Stamatis Jelepis com a Spyros
- Katia Sperelaki com a Dora
- Nikos Tsachiridis com a Tsalikis
- Kostas Kleftogiannis
- Anna Avgoula com a Eva
- Stavros Kalaroglu
- Zano Danias
- Vangelis Pantazis
- Giannis Tsoubris
- Giannis Hatzigiannis
- Vasilis Vlahos
- Thanasis Mylonas com a Votsis

## Premis
Va guanyar els premis al millor muntatge i millor so al Festival Internacional de Cinema de Tessalònica.